# N466 (België)

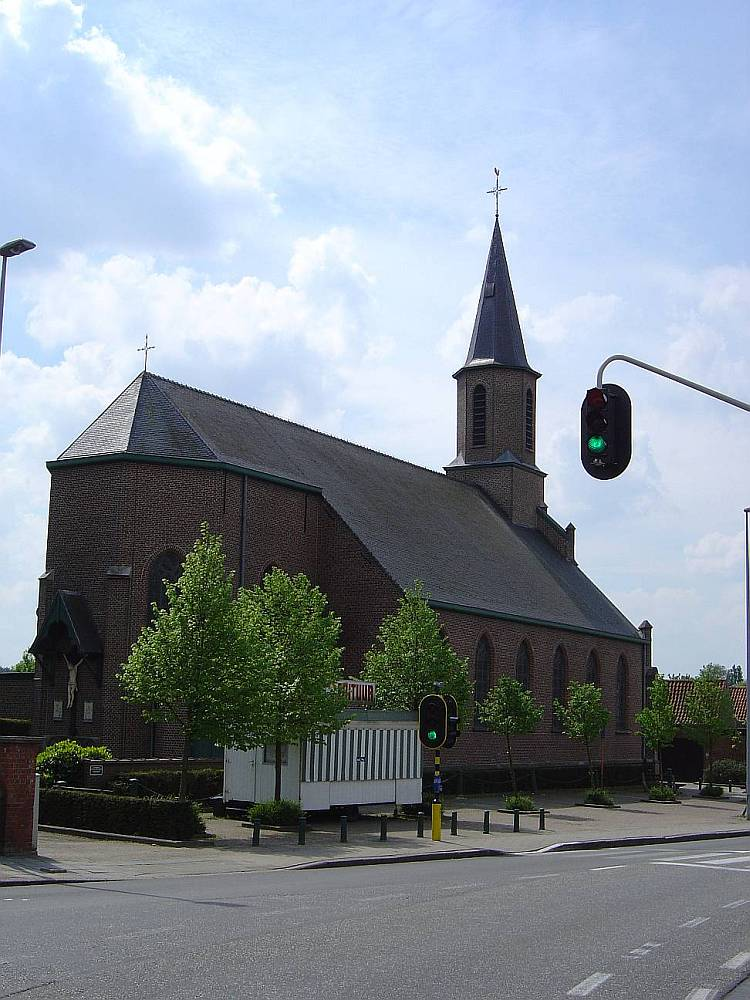
Sint-Martinuskerk van Baarle aan de N466.

De N466 is een secundaire weg tussen de Belgische steden Gent en Deinze. Het grootste deel van de weg is een gewestweg. De weg heeft tussen Drongen en Gent 2x2 rijstroken die gescheiden zijn met een middenberm in het midden. De N466 verbindt Gent en Deinze ten noordwesten van de Leie, in het land op de linkeroever van de rivier. Ten zuidoosten van de Leie verbindt de N43 beide steden. De route heeft een lengte van ongeveer 17 kilometer.

## Traject

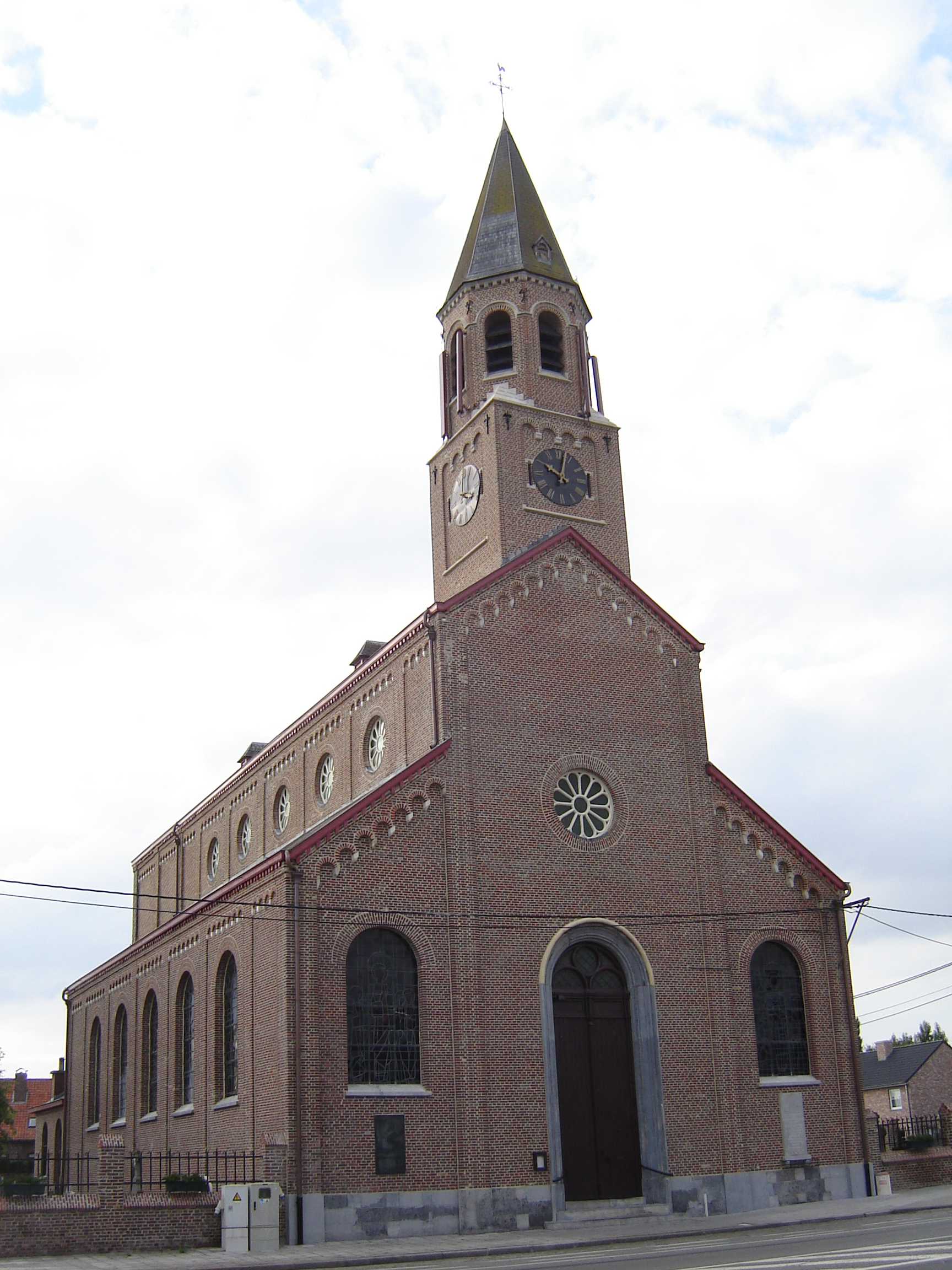
Sint-Martinuskerk van Sint-Martens-Leerne.

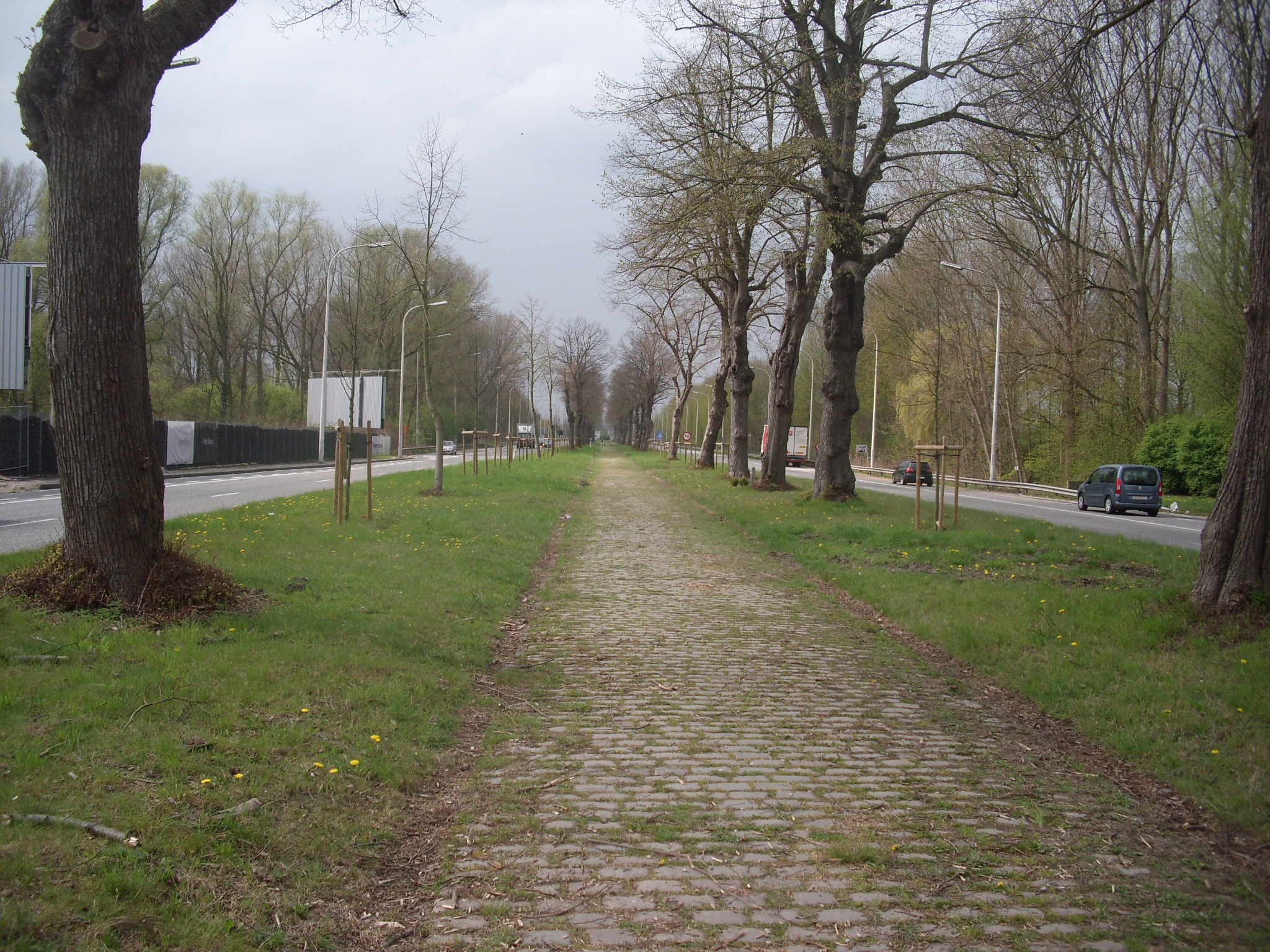
De oude en nieuwe steenweg, richting Drongen.

De weg begint aan de Gentse stadsring R40 en loopt daar weg van het stadscentrum richting Drongen. De weg heeft hier 2x2 rijstroken. Vlak voor Drongen is er een aansluiting met de ringweg R4 en de straten rond de Watersportbaan. De N466 loopt in een boog ten noorden van het dorpscentrum van Drongen. Een oude aftakking loopt als N466c recht door het centrum. In Baarle is er een aansluiting met de autosnelweg E40/A10 (afrit 13). De N466 maakt hier een afbuiging om de snelweg over te steken. De Brouwerijstraat ligt nog op het oude rechte tracé dat nu door de snelweg is onderbroken. Hierna doorkruist de N466 het dorpscentrum van Baarle.
Daarna loopt de weg verder naar Sint-Martens-Leerne, Sint-Maria-Leerne en Bachte. In Bachte wordt het tracé van de N466 onderbroken. Het verlengde van de N466 loopt nog even recht verder als een smal straatje in zuidwestelijke richting, maar wordt dan onderbroken door het Schipdonkkanaal. In de plaats van dit recht tracé te volgen, gaat de N466 nu in Bachte over in de N466a, die zuidwaarts afbuigt naar het centrum van Deinze. Deze gewestweg N466a vormt daar een soort ring om een deel van het stadscentrum en sluit daarna aan op de N35. Op deze N466a sluit de N466b aan, die het Schipdonkkanaal oversteekt en iets verder noordwaarts weer N466 wordt. Dit laatste stukje ligt in het verlengde van het tracé dat ter hoogte van Bachte was verlaten omwille van de onderbreking door het Schipdonkkanaal. Deze laatste stukje van de N466 en de N466b zijn niet bedoeld voor doorgaand verkeerd en zijn gemeentelijke wegen. In de jaren 60 en 70 waren er plannen een ringweg ten noorden van Deinze aan te leggen. Dit werd echter niet voltooid, waardoor de N466 nu geen doorlopend tracé volgt maar omgeleid wordt via de N466a en N466b. Wel waren verschillende onteigeningen gebeurd en waren aan beide kanten van het Schipdonkkanaal de rechte tracés voor de aanleg al gereserveerd.

## Geschiedenis
Een stuk van de N466 in Deinze ligt in het verlengde van de N35 van Tielt naar Deinze, een deel van de oude rechte steenweg uit de Oostenrijkse periode (jaren 1770) die Tielt met Gent verbond.
Een stuk van de weg tussen Gent en Drongen werd in 1826 aangelegd op een dijk door het meersengebied. Dit stuk weg heette vroeger Drongendreef en was een rechtstreekse verbinding tussen Gent en Drongen. Tot 1889 was deze straat hier met tolrechten belast.

## Straatnamen
In de verschillende gemeenten is de weg vaak een opvolging van verschillende straten, met verschillende straatnamen. De N466 heet achtereenvolgens:
Gent
- Drongensesteenweg
- Deinsesteenweg
- Baarledorpstraat
- Gaverlandstraat

Deinze
- Leernsesteenweg
- Deze Leernsesteenweg gaat in Baarle verder als N466a. De N466 zelf wordt onderbroken en de Schipdonkstraat loopt op het tracé van de oude steenweg. Voorbij het stadscentrum van Deinze ligt de N466b die terug aansluit op het oude tracé.
- Kouter

## Bezienswaardigheden
- Het beschermde natuurgebied Bourgoyen-Ossemeersen, ten noorden van de weg in Gent
- De vroegere industriële site van het vroegere machinehuis, ketelhuis en stoommachine "Vandekerckhove".
- De Sint-Martinuskerk van Baarle
- De Woning De Landtsheere, een beschermde woning van architect Jacques Dupuis
- De beschermde Grote Linde in Sint-Martens-Leerne
- De Sint-Martinuskerk van Sint-Martens-Leerne

## Trivia
- Over het gehele traject (behalve in de centra), op 2x1 en 2x2 rijstroken, is de snelheidsbeperking 70km/u.

## Aftakkingen

### N466a
De N466a is een verlenging van de N466 in Deinze. De weg begint op de Leernsesteenweg op de kruising met de Vosselarestraat en eindigt bij de aansluiting met de N35. De lengte van de N466a bedraagt ongeveer 3,6 kilometer. Vlak voordat de N466a onder de N35 doorgaat heeft het nog een rotonde waar de N466b begint.

### N466b
De N466b is een verbinding tussen de N466a en N466 in Deinze. De N466b heeft een lengte van ongeveer 1 kilometer en begint bij de N466a aan de oostkant van het Schipdonkkanaal. Via de Krommebrug en Oude Brugsepoort sluit de weg aan op de Kouter waar de N466 verdergaat naar de N35 toe.

### N466c
De N466c is een 2 kilometer lange doorsteek door de plaats Drongen heen. Deze route was de oude route van de N466. De route verloopt vanaf de N466 via de Veerstraat, Domien Ingelsstraat, Oude-Abdijstraat, Drongenstationstraat en Deinse Horsweg waar de weg weer aansluit op de N466. De N466c sluit voor autoverkeer aan de noordkant van de route niet aan op de N466 en tevens wordt de route voor het autoverkeer ook onderbroken door het treinstation Drongen. Voor voetgangers en fietsers is de gehele route wel te begaan.